# Lundgren
Lundgren ist ein schwedischer ortsbezogener Familienname mit der Bedeutung „Waldgebiet“, gebildet aus lund für Wald und gren für Stelle, Gebiet (engl. branch).

## Namensträger
- Anders Lundgren (1898–1964), norwegischer Segler
- Andrea Lundgren (* 1986), schwedische Schriftstellerin
- Dolph Lundgren (* 1957), schwedischer Schauspieler
- Egron Lundgren (1815–1875), schwedischer Maler und Schriftsteller
- Ester Ringnér-Lundgren (1907–1993), schwedische Schriftstellerin
- Eva Lundgren (* 1947), norwegisch-schwedische Feministin
- Fredrik Lundgren (* 1979), schwedischer Fußballspieler
- Gillis Lundgren (1929–2016), schwedischer Werbegrafiker und Möbeldesigner
- Isabella Lundgren (* 1987), schwedische Jazzsängerin
- Jan Lundgren (* 1966), schwedischer Jazzpianist
- Jeffrey Lundgren (1950–2006), Sektenführer, als Mörder hingerichtet
- Johan Lundgren (Radsportler) (1899–1977), dänischer Radsportler
- Johan Lundgren (Manager) (* 1966), schwedischer Luftfahrtmanager (easy.jet)
- John Lundgren (Opernsänger) (* 1968), schwedischer Opernsänger
- John Lundgren (Radsportler) (1940–2024), dänischer Radrennfahrer
- Karin Lundgren (Schwimmerin) (1895–1977), schwedische Schwimmerin
- Karin Lundgren (* 1944), schwedische Sprinterin
- Kerstin Lundgren (* 1955), schwedische Politikerin
- Kim Lundgren (* 1942), US-amerikanischer Pilot
- Malin Lundgren (* 1967), schwedische Fußballspielerin
- Moa Lundgren (* 1998), schwedische Skilangläuferin
- Max Lundgren (1937–2005), schwedischer Schriftsteller und Drehbuchautor
- Nils Lundgren (* 1936), schwedischer Politiker
- Olof Lundgren (* 1997), schwedischer Skispringer
- Per Axel Lundgren (1911–2002), schwedischer Filmarchitekt
- Peter Lundgren (Politiker) (* 1963), schwedischer Politiker (SD)
- Peter Lundgren (Tennisspieler) (1965–2024), schwedischer Tennisspieler und -trainer
- Preben Lundgren Kristensen (1923–1986), dänischer Radrennfahrer
- Sofia Lundgren (* 1982), schwedische Fußballspielerin
- Sven Lundgren (Leichtathlet, 1896) (Sven Emil Lundgren; 1896–1960), schwedischer Mittel- und Langstreckenläufer
- Sven Lundgren (Leichtathlet, 1901) (Sven Erik Gunnar Lundgren; 1901–1982), schwedischer Zehnkämpfer
- Sven Lundgren (Leichtathlet, 1929) (* 1929), schwedischer Leichtathlet
- Sven-Olof Lundgren (1908–1946), schwedischer Skispringer
- Thomas Lundgren (* 1956), schwedischer Skispringer
- Thomas S. Lundgren, US-amerikanischer Ingenieur